# Châtelet (Belgia)
Châtelet (valonă Tcheslet) este un oraș francofon din regiunea Valonia din Belgia. Comuna Châtelet este formată din localitățile Châtelet, Bouffioulx și Châtelineau. Suprafața sa totală este de 27,03 km². La 1 ianuarie 2008 comuna avea o populație totală de 35.755 locuitori. 
Comuna Châtelet se învecinează cu comunele Aiseau-Presles, Charleroi, Farciennes, Fleurus și Gerpinnes.

## Localități înfrățite
- Franța: Vimoutiers;
- Italia: Casteltermini.